# تهاجم فرانسه به روسیه
تهاجم فرانسه به روسیه یا کارزار روسیه که در روسیه با عنوان جنگ میهنی ۱۸۱۲ (به روسی: Отечественная война ۱۸۱۲ года) شناخته می‌شود، نخستین مرحله از جنگ ائتلاف ششم در جنگ‌های ناپلئونی بود که در جریان آن امپراتوری فرانسه به رهبری ناپلئون بناپارت از ماه ژوئن سال ۱۸۱۲ به امپراتوری روسیه حمله برد. دلیل اصلی این تهاجم ناسازگاری روسیه با ناپلئون بر سر محاصره اقتصادی امپراتوری بریتانیا موسوم به محاصره قاره‌ای بود.

## پیش‌زمینه
در پی امضای پیمان تیلسیت و پایان جنگ ائتلاف چهارم در سال ۱۸۰۷ امپراتوری فرانسه و امپراتوری روسیه متحد یکدیگر به حساب می‌آمدند. بر این مبنا روسیه در محاصره قاره‌ای ناپلئون بناپارت، امپراتور فرانسه علیه امپراتوری بریتانیا مشارکت می‌کرد. در طرف مقابل، روسیه خواهان به رسمیت شناخته شدن حاکمیت آن بر مناطق مولدووا و والاچیا از جانب فرانسه و تخلیه نیروهای فرانسوی از پروس بود. امتناع فرانسه از این خواسته‌ها نخستین عامل تیرگی روابط بین دو طرف شد. به هر صورت در این زمان درگیری‌های فرانسه در شبه‌جزیره ایبریا که بخش بزرگی از ارتش آن را صرف خود کرده بود، امکان تمرکز آن بر شرق را نمی‌داد. ناپلئون برای خرید وقت و به تعویق انداختن تقابل با روسیه، مابقی نیروهای خود را از پروس خارج کرد. در این حال، روسیه با احساس خطر از توسعه‌طلبی‌های ناپلئون، برای رسیدن به توازن قدرت در مقابل فرانسه، سعی در نزدیک شدن به امپراتوری اتریش که خود سعی در سربرآوردن در مقابل ناپلئون داشت، کرد. روسیه اواخر سال ۱۸۰۸ پیمان تیلسیت را با فرانسه تجدید کرد و حتی وعده داد در صورت جنگ با اتریش یاری‌گر آن باشد. با این حال به نظر می‌رسید روسیه قصدی برای پایبندی تام به این وعده ندارد. بدین شکل در جنگی که در سال ۱۸۰۹ بین اتریش و فرانسه درگرفت، روسیه جز پیشروی اندکی در اراضی شرقی اتریش، کمک دیگری به فرانسه نکرد. به هر حال ناپلئون با انتقال نیرو از اسپانیا، شکست سختی به اتریش وارد نمود. با تحمیل پیمان وین بر اتریش، گالیسیای غربی به دوک‌نشین بزرگ ورشو سپرده شد. این مسئله برافروختگی الکساندر یکم، امپراتور روسیه را به همراه داشت؛ چرا که روسیه نمی‌توانست باز تشکیل پادشاهی لهستان را تحمل کند. در این حال روسیه که وارد جنگ با امپراتوری عثمانی شده بود، نگران روابط ناپلئون با آن بود. از طرفی عمل به محاصره قاره‌ای اثر بدی بر اقتصاد روسیه گذاشته بود. الکساندر روز پایانی سال ۱۸۱۰ دستور به نقض محاصره و اجازه ورود به کشتی‌های بی‌طرف به بندرهای روسیه داد.
بدین شکل، آماده‌سازی گسترده فرانسه و روسیه برای یک جنگ قریب‌الوقوع آغاز شد.

## نیروها و آماده‌سازی طرفین
اوایل دهه ۱۸۱۰ امپراتوری ناپلئونی فرانسه در اوج قدرت خود بود. پس از شکست کشورهای مختلف، حاکمیت فرانسه در پهنه قاره اروپا دربرگیرنده اراضی وسیعی می‌شد که از سواحل دریای بالتیک در شبه‌جزیره دانمارک در شمال تا دریای آدریاتیک در ایتالیا و دالماسی در جنوب و از اندلس در اسپانیا در غرب تا مرزهای امپراتوری روسیه در شرق گسترش داشت. بدین ترتیب در بدنه اصلی قاره رقیبی در برابر ناپلئون باقی نمانده بود. با این حال تا این زمان فرانسه با ضعف در مقابل قدرت دریایی بریتانیا، تمامی مستعمرات فرا قاره‌ای خود از جمله در آسیا و آمریکا را از دست داده بود. در حقیقت ناپلئون با واگذاری جنگ در سطح جهانی، هم‌اینک به دنبال یک پیروزی منطقه‌ای تنها در قاره اروپا بود.
فرانسه ماه فوریه سال ۱۸۱۲ پیمانی با پروس به عنوان متحد خود به انعقاد رساند که بر اساس آن ۲۰ هزار نفر از نیروهای پروسی به ارتش بزرگ فرانسه ملحق می‌شدند. این پیمان همچنین به فرانسوی اجازه استقرار نیرو در استحکامات ناحیه سیلزی، گذر از اراضی پروس و تأمین تدارکات از آن می‌داد. پیمان مشابهی نیز ماه مارس با اتریش امضا شد. بر این مبنا با دریافت وعده باز پس‌گیری برخی از اراضی خود در ایلیریا و بایرن، اتریش ۳۰ هزار نفر از نیروهای خود را در اختیار فرانسه قرار می‌داد. با این وجود ناپلئون نتوانست به توافقی با سوئد و امپراتوری عثمانی برسد. سوئد در عوض ماه آوریل یک پیمان اتحاد با روسیه بست و متعهد به پشتیبانی از آن در صورت جنگ به کمک نیروهای خود در شمال آلمان شد. متقابلاً دست سوئد در نروژ که بخشی از دانمارک، متحد آلمان، بود، بازگذاشته می‌شد. همان ماه روسیه به جنگ با امپراتوری عثمانی بر سر والاچیا و مولدووا پایان داد. بر اساس پیمان بخارست روسیه پذیرفت با حفظ بسارابی، این دو منطقه را به امپراتوری عثمانی بازگرداند. روسیه بدین شکل نیروهای خود را برای جنگ با فرانسه آزاد کرد.
با افزایش تنش، روسیه با صدور ضرب‌الاجل مذاکره با فرانسه را منوط به عقب‌نشینی ارتش آن از پروس کرد. با این حال ماه مه و ژوئن نیروهای فرانسوی وارد لیتوانی شدند. عناصر پیشتاز ناپلئون روز ۲۳ ژوئن به رود نیمان در مرز دوک‌نشین بزرگ ورشو و روسیه رسیدند.